# 毛尔曹尔特
毛尔曹尔特，是匈牙利维斯普雷姆州所辖的一个村，总面积22.09平方公里，总人口790，人口密度35.8人/平方公里（2010年1月1日）。